# Black Wolf (musikalbum)
Black Wolf är ett musikalbum av Hanne Boel. Det är hennes debutalbum och släpptes 1988 av skivbolaget EMI.

## Låtlista
1. Black Wolf
2. Son Of A Preacherman
3. Talk It Out
4. Mercedes Benz
5. You Talked Me Into Staying
6. Living On The Bright Side
7. Don't Go To Strangers
8. Give Up
9. Leaders Of The World